# Daniel Friderici
Daniel Friderici (ur. 1584 w Klein-Eichstedt koło Kwerfurtu, zm. 23 września 1638 w Rostocku) – niemiecki kompozytor.

## Życiorys
W młodości wiele podróżował, pobierając nauki w licznych miastach niemieckich. Uczył się m.in. u Friedricha Wiessensee w Magdeburgu i u Valentina Haussmanna w Gerbstedt. W 1612 roku podjął studia na uniwersytecie w Rostocku. W latach 1614–1618 pełnił funkcję kantora i kierownika chóru na dworze Antoniego Günthera hrabiego Oldenburga, bądź, wg innych źródeł pełnił w Oldenburgu rolę kierownika chóru i kantora w tamtejszej szkole. W 1618 roku rada miasta Rostock powierzyła mu stanowisko kantora w kościele Mariackim. Równocześnie studiował na uniwersytecie w Rostocku i uczył w szkole miejskiej. W 1619 roku odpowiadał za oprawę muzyczną uroczystości z okazji 200-lecia uniwersytetu w Rostocku. W tym samym roku otrzymał tytuł magistra teologii tej uczelni. W roku 1623 został „kapelmistrzem wszystkich kościołów Rostocka” (Kapellmeister aller Rostocker Kirchen). Zmarł w trakcie zarazy.
Tworzył zarówno muzykę religijną, jak i świecką. W kompozycjach religijnych dbał o zgodność treści tekstu z muzyką, przywiązując wagę do głębi wyrazu muzycznego. W utworach świeckich wykorzystywał możliwości oddziaływania muzyki na emocje, korzystając z form tanecznych i biesiadnych. Jego kompozycje wokalne pozostawały pod wpływem Orlanda di Lasso. Opublikował traktat teoretyczny Musica figuralis oder newe Unterweisung des Singe Kunst  (Rostock 1618). Polemizował w nim z traktowaniem muzyki jako wiedzy naukowej, dając przewagę emocjonalnej funkcji muzyki nad przestrzeganiem sztywnych reguł kompozytorskich i przywiązując dużą uwagę do praktyki wykonawczej.
Był także autorem komedii Tobias (Rostock 1637).

## Dzieła[1]
- Sertum Musicale primum oder Erstes Musicalisches Kräntzlein, Greifswald 1614
- Servia musicalis prima, Lubeka 1614
- Servia musicalis altera, Lubeka 1617
- Sertum musicale alterum oder Anderes Musicalisches Kräntzlein, Greifswald 1619
- Bicinia sacra, Rostock 1623
- Honores musicales oder newe gantz lustige Ehrenliedlein, 1624
- Cantiones sacrae, Rostock 1625
- Deliciae iuveniles, Rostock 1630
- Amuletum musicum contra melancholiam, Rostock 1627
- Amores musicales oder newe gantz lustige und anmutige weltliche Liedlein Rostock 1624 i 1633